# Louisa Adams
Louisa Catherine Adams, född Johnson den 12 februari 1775 i London i England, död 15 maj 1852 i Washington, D.C. i USA, var USA:s första dam mellan åren 1825–1829 genom sitt giftermål med president John Quincy Adams. Louisa Adams och Melania Trump är de enda utlandsfödda första damerna i USA:s historia.

## Biografi
Louisa Adams föddes 1775 i London som dotter till amerikanen Joshua Johnson från Maryland och engelskan Catherine Nuth. På grund av amerikanska frihetskriget flyttade familjen 1778 till Nantes i Frankrike, där hon växte upp och gick i en katolsk skola åren 1781–1783. Den 27 juli 1797 gifte hon sig med John Quincy Adams, som då tjänstgjorde som diplomat i Europa. Hon blev mor till tre söner, George Washington Adams (1801–1829), John Adams II (1803–1834), Charles Francis Adams (1807–1886) och en dotter, Louisa Catherine Adams (1811–1812), men drabbades även av flera missfall.
Trots att Adams led av dålig hälsa under sina år (1825–1829) i Vita huset, blev hon bland de första att öppna Vita huset för allmänheten. Adams avled den 15 maj 1852 i Washington, D.C. och är begravd i United First Parish Churchs kyrkogård i Quincy i Massachusetts.